# North American NA-64
 (novembre 2024).

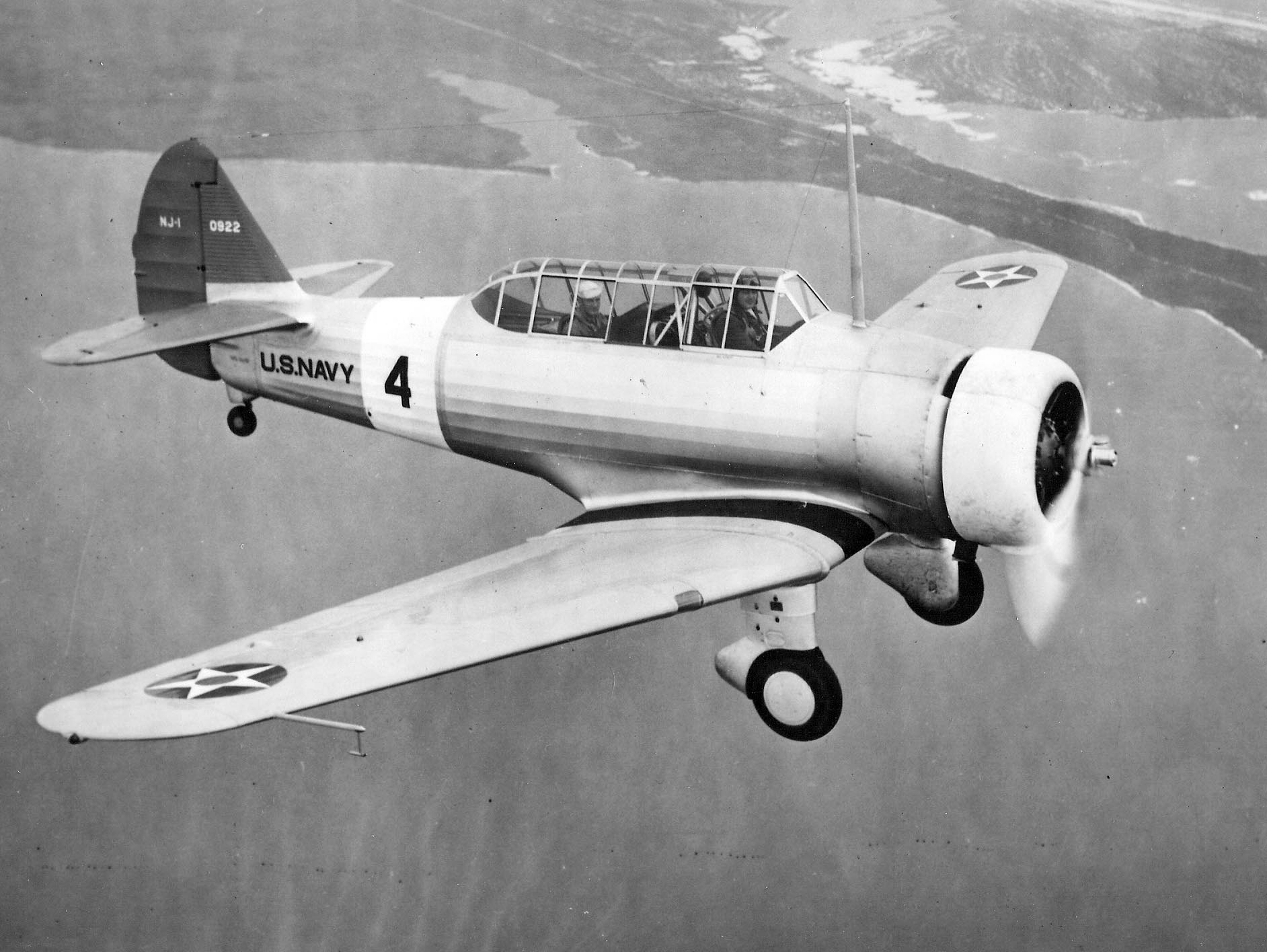
Le North American NJ-1 lors d'un vol en 1938.

Le North American NA-64 est un avion d'entraînement militaire conçu aux États-Unis peu avant la Seconde Guerre mondiale. Construit à plusieurs centaines d'exemplaires, il servit dans les forces armées de son pays d'origine, mais aussi dans celles du Canada, de la France et même du Troisième Reich.